# Греково-Олександрівка
Гре́ково-Олекса́ндрівка — село в Україні, у Бойківській громаді Кальміуського району Донецької області. Населення становить 601 особу.

## Загальні відомості
Розташоване на березі річки Грузький Яланчик, у яку впадає права притока Кам'янувата. Відстань до райцентру становить близько 16 км і проходить переважно автошляхом місцевого значення.
Перебуває на території, яка тимчасово окупована російськими терористичними військами.

## Історія
До 1920 року Греково-Олександрівка входила до складу Олександрівської волості Таганрізької округи Області Війська Донського. У слободі існувала церква ікони Божої Матері Одигітрія.
У 1933 році під час Голодомору в Україні село було занесено на «чорну дошку».
З кінця 1934 року село входило до складу новоутвореного Остгеймського району, який 1935 року перейменували у Тельманівський на честь лідера німецьких комуністів Ернста Тельмана.
20 листопада 2008 року до 75-х роковин Голодомору 1932—1933 років в Україні на території Будинку Милосердя пройшло урочисте відкриття та освячення пам'ятного знаку, присвяченого жертвам Голодомору 1932—1933 років.
У 2016 році в рамках декомунізації в Україні адміністративна одиниця, до якої належало село, перейменована рішенням Верховної Ради України у Бойківський район. 2020 року у процесі адміністративно-територіальної реформи Бойківський район увійшов до складу Кальміуського району.

## Населення
За даними перепису 2001 року населення села становило 601 особу, з них 82,7% зазначили рідною мову українську, 16,81% — російську та 0,17% — білоруську.